# Хейска, Йонас
Йонас Хейска (фин. Jonas Heiska; 13 октября 1873, Тойвакка, Великое княжество Финляндское — 3 марта 1937, Йювяскюля, Финляндия) — финский художник.

## Биография
Родился 13 октября 1873 года в городке Тойвакка, там же провёл детство и подростковые годы. Ребёнком Йонас тяжело болел, из-за чего у него развилось искривление позвоночника (горбатость).
Художественные и умственные способности Хейски проявились еще в детстве, и в 1890 году Йонас был отправлен обучаться в лицей города Йювяскюля. Там Хейска подружился с Отто Куусиненом, оба они были лучшими учениками школы (позднее, в 1900 году, Хейска напишет портрет Куусинена). Хейска интересовался музыкой, играл на скрипке и задумываясь о будущей профессии, выбирал между музыкой и искусством[прояснить].
В 1898 году он поступил в художественную школу Хельсинки, получив таким образом известность как первый художник из Центральной Финляндии. Одним из учителей Хейски был Ээро Ярнефельт. Позже Хейска также обучался в Париже. Там он увлекся импрессионизмом и стал использовать технику рисования пятнами. В это время он принял участие в ежегодной выставке, проводимой Обществом художников Хельсинки, представив Финляндию на Всемирной выставке в Париже в 1900 году.

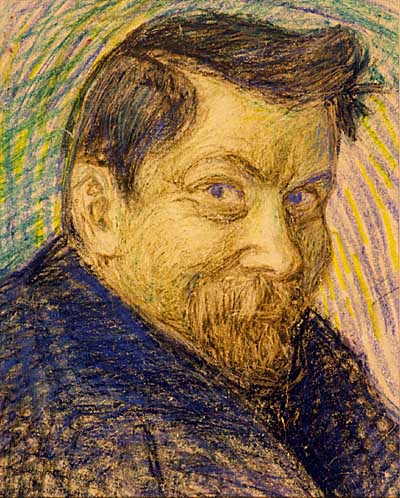
Йонас Хейска. Автопортрет

После обучения в Европе Хейска вернулся в родной город Тойвакка и занимался рисованием в окрестностях семейной фермы. Затем он перебрался в Йювяскюля и осел там. Здесь у него берёт уроки рисования будущий архитектор Алвар Аалто. В 1918 году в карельском селе Ухта (ныне посёлок Калевала) в качестве флага Беломорской Карелии утверждают флаг, созданный Йонасом Хейской.
В 1920 году Йонас женился на учительнице музыки и пения Майкки Аро. В 1921 у них родилась дочь Ваппу.
Скончался 3 марта 1937 года в Йювяскюля, в возрасте 63 лет.
Ваппу Хейска пошла по стопам отца и также стала художницей, продолжая заниматься рисованием в их доме. Перед смертью в 1993 году она завещала дом с мастерской и имущество городу Йювяскюля, выразив желание, чтобы дом стал частью городского музейного комплекса. В 1998 году он был открыт для посещения. В настоящее время он содержится Музеем Центральной Финляндии. В доме выставлены как работы художника, так и атрибуты сельского быта.

## Галерея

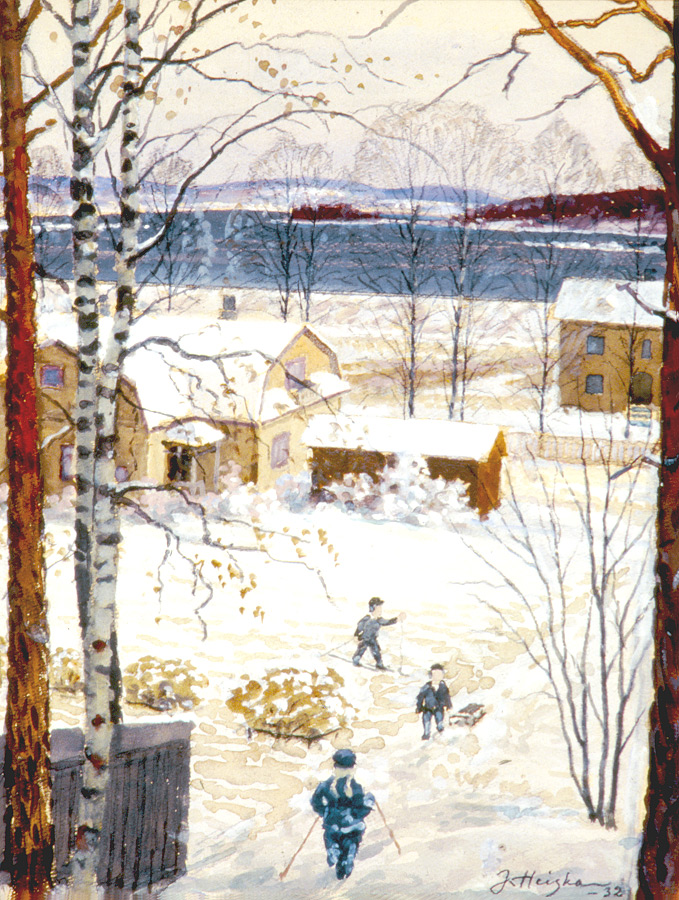
Первый снег
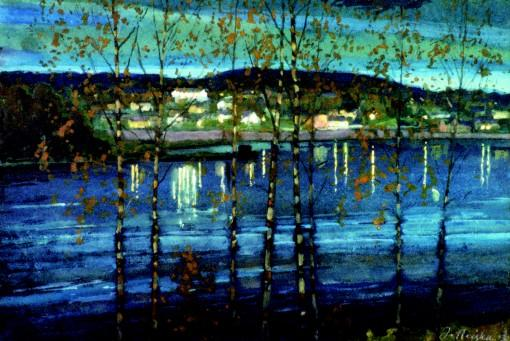
Город в сумерках
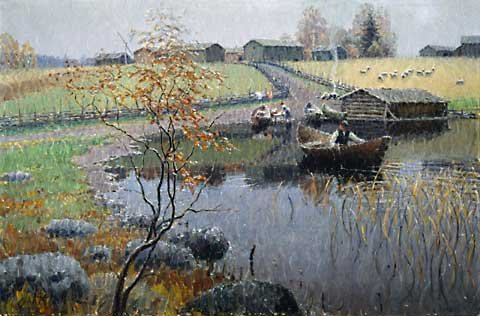
Сентябрьский день (Осеннее настроение)
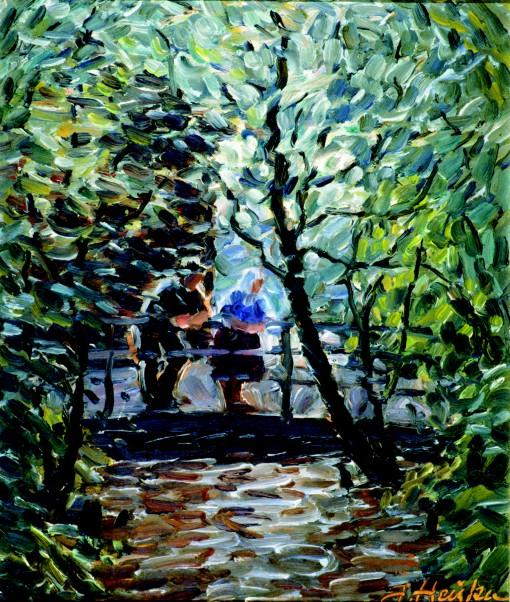
На мосту Коркеакоски
Флаг Беломорской Карелии (1918)